# Bartley Gorman
Bartley Gorman (1 de marzo de 1944 en Giltbrook, Nottinghamshire - † 18 de enero de 2002) fue un famoso nómada irlandés, campeón de boxeo sin guantes en el Reino Unido e Irlanda. Se le considera el boxeador más famoso de los tiempos modernos del boxeo sin guantes, ya no sólo en Gran Bretaña sino en el mundo.

## Biografía
Entre los años 1972 y 1992 ocupó el título de Campeón de Bareknuckle de Gran Bretaña e Irlanda, a menudo llamado simplemente "King of the Gypsies" (El Rey de los Gitanos), durante estos años de gloria, luchó muchas peleas sin conocer derrota, manteniendo el título hasta la decisión de su retirada en 1992.